# Paul E. Olsen

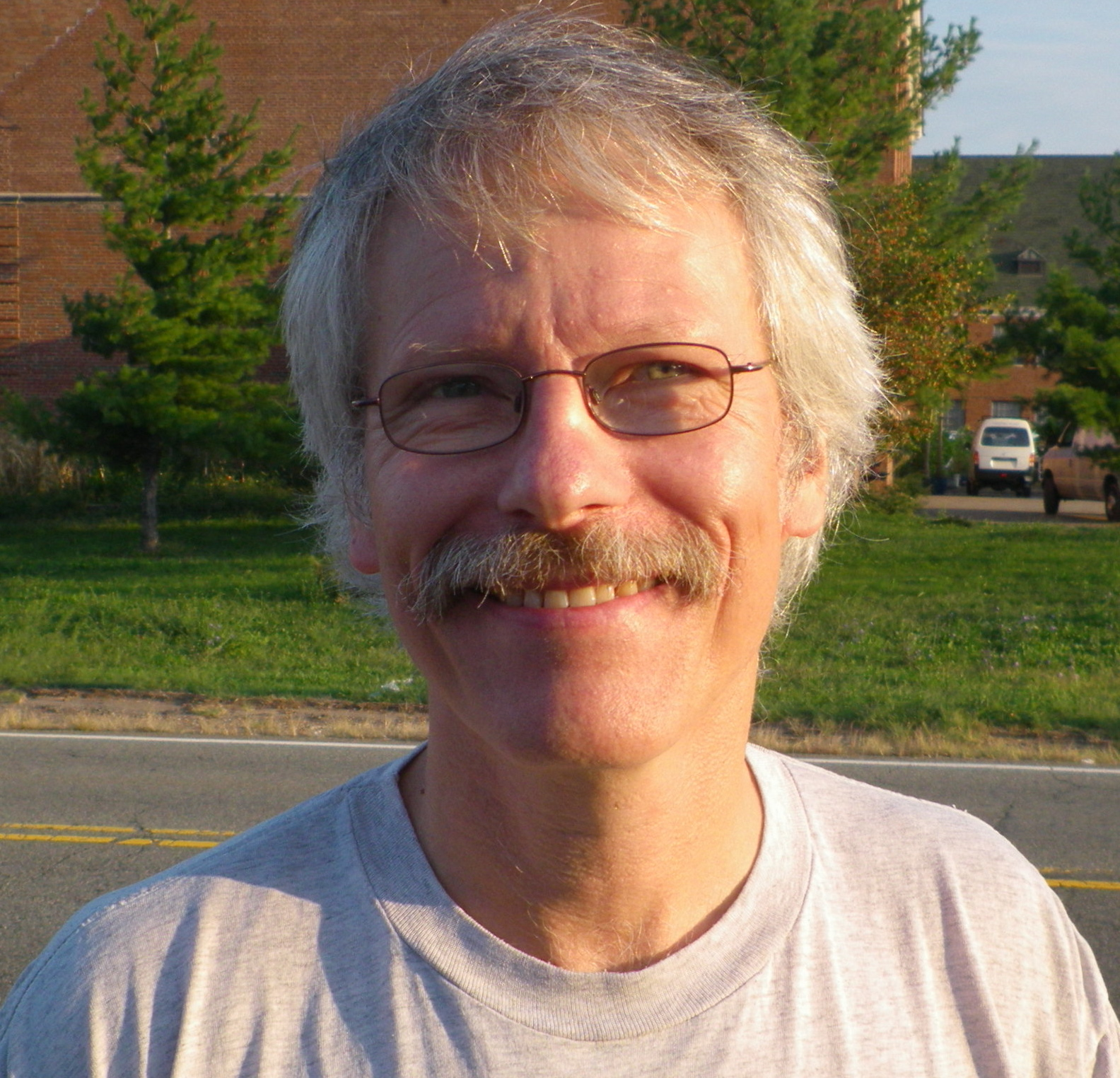
Paul E. Olsen

Paul Eric Olsen  (* 4. August 1953 in New York City) ist ein US-amerikanischer Paläontologe und Geologe.

## Leben
Olsen studierte Geologie an der Yale University mit dem Bachelor-Abschluss 1978 und wurde dort 1984 promoviert mit einer Dissertation über die fossilen Ökosysteme der Newark-Supergruppe (im Osten Nordamerikas verbreitete Schichtenfolge von der Mitteltrias bis in den Unterjura). Als Post-Doktorand war er an der University of California, Berkeley. 1984 wurde er Assistant Professor am Lamont-Doherty Earth Observatory der Columbia University, 1991 Associate Professor und 1995 Professor (Arthur D. Storke Memorial Professor of Earth and Environmental Sciences). Außerdem ist er seit 1985 Research Associate des American Museum of Natural History und ebenso seit 2003 des Carnegie Museum of Natural History sowie seit 2007 des North Carolina Museum of Natural Sciences in Raleigh.
Schon als Teenager befasste er sich mit Paläontologie und sorgte 1971 für die Anerkennung eines Steinbruchs (Riker Hill Fossil Site) bei seinem Heimatort Livingston (New Jersey) zum National Natural Landmark der USA, in dem sie dort gefundene Dinosaurierfährten aus der Newark Supergroup dem US-Präsidenten Richard Nixon zur Kenntnis brachten. Er arbeitet auch an einem Buch über Dinosaurierfährten im Osten der Nordamerikas und forscht über terrestrische Ökosysteme aus Jura und Trias. Er untersuchte mit Kollegen zahlreiche Sedimentbohrkerne aus Seeablagerungen der Trias (Newark Basin Coring Project), um die damaligen Klimaschwankungen zu rekonstruieren und Erkenntnisse über das große Massenaussterben an der Wende Perm/Trias zu erhalten. Die Untersuchung solcher Seesedimente der Newark Group war schon Gegenstand seiner Dissertation. Er untersucht interdisziplinär evolutionäre und astronomische Einflüsse auf globale bio-geochemische Zyklen (wobei er 2014 auch mit Jacques Laskar zusammenarbeitete).
Außer im Osten Nordamerikas grub er auch in Marokko aus.
Von 1986 bis 1988 war er Sloan Fellow. Von 1987 bis 1990 war er Mitherausgeber des Journal of Vertebrate Paleontology. Von 1999 bis 2001 war er Distinguished Lecturer der Paleontological Society. 2008 wurde Olsen in die National Academy of Sciences gewählt.

## Schriften
- mit Jessica H. Whiteside, Timothy I. Eglinton, Bruce Cornet, Nicholas G. McDonald, Philip Huber: Pangean great lake paleoecology on the cusp of the end-Triassic extinction. In: Palaeogeography, Palaeoclimatology, Palaeoecology. Band 301, Nummer 1/4, 2011, S. 1–17, doi:10.1016/j.palaeo.2010.11.025.
- als Herausgeber mit Peter M. LeTourneau: The Great Rift Valleys of Pangea in Eastern North America. 2 Bände. Columbia University Press, New York NY 2003.
  - Band 1: Tectonics, structure and volcanism. 2003. ISBN 0-231-11162-2;
  - Band 2: Sedimentology, stratigraphy and paleontology. 2003. ISBN 0-231-12676-X.
- mit Nicholas C. Fraser, David A. Grimaldi, Brian Axsmith: A Triassic Lagerstätte from Eastern North America. In: Nature. Band 380, Nummer 6575, 1996, S. 615–619, doi:10.1038/380615a0.
- mit Neil H. Shubin, Mark H. Anders: New Early Jurassic tetrapod assemblages constrain Triassic-Jurassic tetrapod extinction event. In: Science. Band 237, Nummer 4818, 1987, S. 1025–1029, doi:10.1126/science.3616622, (dazu: Kevin Padian: Triassic-Jurassic Extinctions. In: Science. Band 241, Nummer 4871, 1988, S. 1359–1360, doi:10.1126/science.241.4871.1358).
- A 40-Million-Year Lake Record of Early Mesozoic Orbital Climatic Forcing. In: Science. Band 234, Nummer 4778, 1986, S. 842–848, doi:10.1126/science.234.4778.842.
- mit Donald Baird: The ichnogenus Atreipus and its significance for Triassic Biostratigraphy. In: Kevin Padian (Hrsg.): The Beginning of the Age of Dinosaurs. Faunal Change Across the Triassic-Jurassic Boundary. Cambridge University Press, Cambridge 1986, ISBN 0-521-30328-1, S. 61–87.
- mit Kevin Padian: Earliest records of Batrachopus from the Southwest U.S., and a revision of some Early Mesozoic crocodilomorph ichnogenera. In: Kevin Padian (Hrsg.): The Beginning of the Age of Dinosaurs. Faunal Change Across the Triassic-Jurassic Boundary. Cambridge University Press, Cambridge 1986, ISBN 0-521-30328-1, S. 259–273.
- mit Hans-Dieter Sues: Correlation of the continental Late Triassic and Early Jurassic sediments, and patterns of the Triassic-Jurassic tetrapod transition. In: Kevin Padian (Hrsg.): The Beginning of the Age of Dinosaurs. Faunal Change Across the Triassic-Jurassic Boundary. Cambridge University Press, Cambridge 1986, ISBN 0-521-30328-1, S. 321–335.
- mit Charles L. Remington, Bruce Cornet, Keith S. Thomson: Cyclic change in Late Triassic lacustrine communities. In: Science. Band 201, Nummer 4357, 1978, S. 729–733, doi:10.1126/science.3616622.
- mit Peter M. Galton: Triassic-Jurassic tetrapod extinctions: are they real? In: Science. Band 197, Nummer 4307, 1977, S. 983–986, doi:10.1126/science.197.4307.983.